# Vyróneia
Vyróneia är en ort i Grekland.   Den ligger i prefekturen Nomós Serrón och regionen Mellersta Makedonien, i den norra delen av landet, 400 km norr om huvudstaden Aten. Vyróneia ligger 52 meter över havet och antalet invånare är 762.
Terrängen runt Vyróneia är varierad. Runt Vyróneia är det ganska tätbefolkat, med 52 invånare per kvadratkilometer. Närmaste större samhälle är Irákleia, 9,6 km söder om Vyróneia. Trakten runt Vyróneia består till största delen av jordbruksmark.